# Guardia, ladro e cameriera
Guardia, ladro e cameriera è un film del 1958 diretto da Steno.

## Trama
Una banda di ladri maldestri, guidati dal "Professore" (Carotenuto), con Otello (Manfredi) reclutato, suo malgrado, al bar e al suo primo furto, organizza un colpo in un appartamento della Roma-bene nella notte di San Silvestro. Otello deve fare da apripista entrando dalla finestra, ma incappa nell'avvenente cameriera Adalgisa (Pallotta), costretta dai padroni di casa a non uscire per curare il loro cane che ha la tosse. Otello, pasticcione e impacciato nel ruolo di ladro, che non è il suo, si fa scoprire da Adalgisa che, dopo un iniziale spavento, capisce la bontà e l'onestà di fondo di Otello. I due si piacciono ed è amore a prima vista. Ma Adalgisa aveva chiesto aiuto urlando dalla finestra, attirando l'attenzione della guardia giurata in servizio (Cigliano), che sale e suona alla porta dell'appartamento. Adalgisa nasconde Otello ma, da quel momento, inizia una serie di equivoci in cui viene coinvolta tutta la banda di ladri. Adalgisa, al centro delle varie scene che si susseguono, è anche attirata dal fascino serio della guardia ed è indecisa tra lui e Otello, provando attrazione per entrambi. Alla fine sceglie Otello e la guardia lo lascia libero per amore di Adalgisa. Il "Professore", che millanta grandi strategie da capobanda esperto, finisce per compiere un furto... di polli!  Marginale i ruoli di una giovane Bice Valori, all'epoca ancora sconosciuta, e di un Luciano Salce abbastanza alle prime armi, con la sua tipica maschera da caratterista che poi lo rese famoso.

## Critica
«Convenzionale commediola gialla» per il Mereghetti, 1994.